# Zarza, La (kommun i Spanien, Extremadura)
Zarza, La är en kommun i Spanien.   Den ligger i provinsen Provincia de Badajoz och regionen Extremadura, i den centrala delen av landet, 290 km sydväst om huvudstaden Madrid. Antalet invånare är 3 645. Zarza, La ligger vid sjön Embalse de Alange.